# Caryospora bothriechis
Caryospora bothriechis – gatunek pasożytniczych pierwotniaków należący do rodziny Eimeriidae z podtypu Apicomplexa, które kiedyś były klasyfikowane jako protista. Występuje jako pasożyt węży. C. bothriechis cechuje się oocystą zawierającą  jedną sporocystę. Z kolei każda sporocysta zawiera 8 sporozoitów.
Obecność tego pasożyta stwierdzono u Bothriechis aurifer należącego do rodziny żmijowatych (Viperidae).
Występuje na terenie Ameryki Środkowej.

## Sporulowana oocysta
Jest kształtu sferoidalnego, posiada 2 ściany o grubości 0,8 μm. Posiada następujące rozmiary: długość 12 – 14 μm, szerokość 12 – 13 μm. Brak mikropyli.

## Sporulowana sporocysta i sporozoity
Sporocysty kształtu owoidalnego o długości 8 – 10 μm, szerokości 7 – 8 μm. Występuje ciałko Stieda słabo widoczne, barwy jasnej. Sporozoity w kształcie kiełbasek, jądra nie obserwowane.